# Kärlek som aldrig dör
Kärlek som aldrig dör är en amerikansk film från 1946, i regi av Mitchell Leisen. Olivia de Havilland tilldelades en Oscar för bästa kvinnliga huvudroll för sin prestation i denna film. Charles Brackett var även nominerad till en Oscar för bästa manus.

## Rollista
- Olivia de Havilland - Miss Josephine 'Jody' Norris
- John Lund - Bart Cosgrove / Gregory Pierson
- Mary Anderson - Corinne Piersen
- Roland Culver - Lord Desham
- Phillip Terry - Alex Piersen
- Bill Goodwin - Mac Tilton
- Virginia Welles - Liz
- Victoria Horne - Daisy Gingras
- Griff Barnett - Daniel Norris
- Alma Macrorie - Belle Ingram
- Frank Faylen - Babe
- Willard Robertson - Dr. Hunt
- Arthur Loft - Mr. Clinton
- Virginia Farmer - Mrs. Clinton
- Doris Lloyd - Miss Pringle